# Paul Gasq
Paul Jean-Baptiste Gasq, (1860. március 30., Dijon – 1944., Párizs) francia szobrász. Többnyire Paul Gasq néven említik a források. Dijonban és Párizsban alkotott, de művel megtalálhatóak Bécsben is.

## Életútja
A véletlennek köszönhető, hogy Paul Jean-Baptiste Gasq Dijonban született. 1860. március 30-án, az állomás udvarán lévő épületben jött világra, mivel édesapja, aki vasúti alkalmazott volt és általában Lyonban, a rue Perrache-on lakott, éppen Dijonban volt tartós szolgálatban. Paul Gasq azonban végül mégis Dijonban töltötte gyermekkorát édesanyjával, Ursule Jacotot-val.
1877-1878 között Dijonban az École des Beaux-Arts hallgatójaként François Dameron diákja volt, akinek  tanítványai közül számos neves művész került ki, akikkel késöbb Gasq többször együtt dolgozott, például Jean Dampt, Paul Auban, Henri Bouchard, és Eugène Piron. 1879-ben, 19 évesen Gasq Párizsba költözött és tanulmányait az l'École nationale des Beaux-Arts diákjaként folytatta. Mesterei François Jouffroy, Alexandre Falguière és Antonin Mercié voltak.
Első bemutatkozása 1880-ban volt, amikor a Salon des Artistes français kiállító művészei közt található neve. 1884-ben a Római Díj második helyezését érte el A sérült Mezencius című alkotásával. 1890-ben A haldokló spártai Othryadas című alkotásának köszönhetően kapta a Római Díjat, ami lehetővé tette, hogy három évet a Villa Medici ösztöndíjasaként Rómában töltsön el. Ennek köszönhető ismeretsége Georges Chedanne építésszel és François Sicard szobrásszal, akik szintén a Római Díj nyertesei és a Villa Medici ösztöndíjasai voltak. A bécsi Francia Nagykövetség épületének homlokzatán a két legpompásabb dísz ennek a Rómában született barátságnak köszönhető. Sicard és Gasq osztrák-francia barátságot jelképező, aranyló hatású domborművei domináns elemei a homlokzatnak.
Az 1894-ben készült márvány Medea című műve 1906-ban a Tuileriák kertjében kapott helyet. Az 1893-as Szalonon második díjat kapott. Az 1896-os Szalonon első díjat nyert Hero és Leander görög mitológiai szerelmespár történetét ábrázoló domborművével.  Az 1900-as világkiállításon pedig aranyérmet kapott. 1911-ben A forradalom önkénteseiért című szobráért kapott érdemérmet.
Bár Párizsban egyre több nagyléptékű megbízást kapott, mint például a Sacré Cœur-bazilika előtt a Louise-Michel téren a monumentális szökőkút szobrainak elkészítése, soha nem feledkezett meg gyermekkorának színhelyéről. Számos alkotása található Dijonban, és sokszor dolgozott együtt dijoni kollégáival. A Saint-Jean templomnál elhelyezett Bossuet tiszteletére emelt szobornál, Moreau a Vallás és a Hit allegóriáinak kivitelezésében, Schanosky pedig a talapzat megvalósításában segített neki. A Cour du Parc-ban található 1914-1918-as háborús emlékművön három egykori iskolatársa, Henri Bouchard, Jean Dampt és Eugène Piron működött vele együtt.
Gasq 1932-től haláláig a dijoni múzeum muzeológus igazgatója volt, 1935-től pedig az Académie des Beaux-Arts szobor szekciójának tagja lett.  François Sicard székét vette át. Vésőjével elhunyt barátai előtt is tisztelgett. A belgiumi Leopold-rend lovagja, a francia Becsületrend tisztje volt.
Paul Gasq 1944-ben halt meg Párizs 17. kerületében. Ideiglenesen a Batignolles-i temetőben temették el, majd áthelyezték a dijoni Péjoces temetőbe.

## Válogatás alkotásaiból
| Dátum     | Műalkotás | Kép |
| --------- | --- | --- |
| 1893-1896 | Médeia, márvány szobor Párizs, Jardin des Tuileries Médeia kolkhiszi királylány, Aiétész lánya, Hekaté papnője volt, akit az istennő varázstudománnyal ajándékozott meg. Amikor az argonauták Kolkhiszba érkeztek az ott őrzött aranygyapjúért, halálosan beleszeretett vezérükbe, Iaszónba, és ezért hozzásegítette az aranygyapjú ellopásához. Ezután megszökött Iaszónnal, akivel több évig Korinthoszban, Kreón udvarában éltek. Később Iaszón elhidegült Médeiától és Kreuszát akarta feleségül venni. Iaszon hűtlenségéért az esküvő napján Médeia saját két gyermekük megölésével állt bosszút. Egy méreggel átitatott díszköntössel vetélytársnőjét is megölte. | Médeia szobra, Párizs, Jardin des Tuileries                                                                                          |
| 1899      | Hírnév (La Renommée), bronz szobor Dijon, place de la République Sadi Carnot mérnök, főtanácsos, Côte-d'Or-i képviselő, miniszter, majd a Harmadik Francia Köztársaság ötödik elnöke volt. A szakszervezeti és anarchista zavargások kapcsán Carnot megtagadta a kegyelmet a terrortámadások elkövetőinek, ezért egy lyoni hivatalos látogatás során halálosan megkéselte az olasz anarchista Sante Geronimo Caserio. Dijon város Mathurin Moreau és Paul Gasq szobrászok alkotásaival Félix Vionnois építész tervei alapján emelt emlékművet tiszteletére. Az emlékmű csúcsán a Hírnév babérkoszorút tartó bronz allegóriája Gasq alkotása. | Emlékmű, széles talapzat oszloppal, lent Sadi Carnot és két ülő allegorikus női alak, fenti női alak a Hírnév allegóriája            |
| 1899      | Fájdalom (La Douleur), márvány szobor Dijon, place de la République A Dijon városa által Sadi Carnot emlékére emelt emlékmű széles szobor talpazatán Carnot szónoki pózban látható, a két oldalon ülő női figurák a Történelem és Fájdalom allegóriái . Az előbbi Mathurin Moreau alkotása. A női alak egy lapra Carnot nevét vési be. A Fájdalom allegória Paul Gasq alkotása. Az emlékmű hátsó oldalán a haza oltára látható. A Place de la République átépítése során az emlékmű talapzata körül egy nagy szökőkútmedencét alakítottak ki, amelynek vízsugarai éjszaka meg vannak világítva. Sadi Carnot a párizsi Panthéonban temették el. | Sadi Carnot emlékmű, női alak, a fájdalom allegóriája                                                                                |
| 1899      | Az elektromosság allegóriája ( Allégorie de l’électricité), dombormű Párizs, a Gare de Lyon homlokzata Párizsban a Gare de Lyon főhomlokzatát az első emelet magasságában négy olyan dombormű díszíti, amelyek a technikai haladást dicsőítik. Paul Gasq munkájával együtt itt látható a 'Hajózás' és a 'Gőz' allegóriája, melyek Félix Charpentier alkotásai, valamint a 'Mechanika' allegóriája, melyet Louis Baralis faragott köbe. | Paul Gasq, Az elektromosság allegóriája, 1899. A Gare de Lyon homlokzata Párizsban                                                   |
| 1900      | Szobrászat (La Sculpture / L'Art et la Nature) Párizs, Grand Palais des Champs-Élysées Az 1900-as párizsi világkiállítás alkalmából épült Grand Palais 13 500 m2 alapterületű főhajóját üvegtető fedi. A konstrukció innovatív vas és acél tartószerkezetét díszes homlokzat takarja, melyet Paul Gasq, Camille Lefèvre, Alfred Boucher, Alphonse-Amédée Cordonnier , Raoul Verlet és Georges Réciponszobrászok alkotásai díszítenek. A Beaux-Arts stílusában épült Grand Palais főhomlokzata oszlopsorral határolt árkád. A főbejárata három nagy boltívből áll, amelyeket kettős oszlopok tagolnak. Ezek tövében az Építészet, a Festészet, a Szobrászat és a Zene allegóriáját ábrázoló négy szobor áll. Paul Gasq alkotása, a Szobrászat allegóriája a bejárat bal oldalán látható. A női alakot formázó férfi művész kezében szobrász kalapácsot tart. | A szobrászat allegóriája, női alakot formázó férfi                                                                                   |
| 1901      | Eugène Spuller síremléke (Tombeau d'Eugène Spuller) Párizs, Père-Lachaise temető, 65. parcella Eugène Spuller (1835 -1896) francia ügyvéd, író, újságíró és politikus. Közoktatási, művészeti és kultuszminiszter 1887. május 30-tól december 12-ig Maurice Rouvier kormányában és 1893. december 3-tól 1894. május 30-ig Jean Casimir-Perier kormányában. Pierre Tirard kormányának külügyminisztere. Hosszú, fájdalmas betegségben hunyt el. A párizsi Père-Lachaise temetőben, a 65. körzetben van eltemetve. Sírja fölött a női alak gyermekkel a Nemzeti Oktatás allegóriája. Mögötte egy oszlopon áll a politikust ábrázoló mellszobor. Mindkettő Paul Gasq alkotása. | Síremlék, női alak gyermekkel a Nemzeti Oktatás allegóriája és mellszobor                                                            |
| 1904      | Jacques-Bénigne Bossuet szobra (Monument à Bossuet) Dijon, az egykori Saint-Jean-templom, a mai Parvis Saint-Jean színház mellett Jacques-Bénigne Bossuet francia katolikus püspök, teológus, író, a Francia Akadémia tagja. Dijonban a jezsuiták iskolájában, majd Párizsban I. Johanna navarrai királynő által alapított Navarrai Kollégiumban tanult filozófiát és teológiát. Ezután folytatta tanulmányait a Sorbonne-on, ahol a teológia doktorává avatták. 1642-ben a metzi katedrális egyik kanonokává nevezték ki. 1649-ben diakónus lett. A Franciaországhoz került Metz polgárainak kb. a fele protestáns volt. Bossuet katolikus kanonoki kötelességének tartotta, hogy megkísérelje visszatéríteni őket a katolikus egyházba. 1670-ben a trónörökös Lajos királyi herceg tanítója lett, több traktátust írt a herceg okítására. Paul Gasq az emlékművön dijoni kollégáival dolgozott együtt. Mathurin Moreau a Vallás és a Hit allegóriáinak kivitelezésében, Xavier Schanosky pedig a piedesztál elkészítéseben segített. | acques-Bénigne Bossuet szobra |
| 1905-1906 | Subé-kút (Fontaine Subé) Reims, place Drouet-d’Erlon Auguste Subé (1807 – 1899) francia iparmágnás 200 000 aranyfrankos adományának köszönhetően, majd egy 1903-as pályázatot követően, amelyre 87 pályamű érkezett, Paul Gasq, Paul Auban és Louis Baralis szobrászok, Joseph Wary díszítőművész és André Najoux építész alkották a kutat. A Wary által szőlőlevelekkel és szőlőfürtökkel díszített oszlop tetején egy Auban által készített bronz Hírnév allegória állt. A talpazaton Marne megye négy folyóját (Suippe, Marne, Vesle, Aisne) megszemélyesítő szobrok láthatók, melyek az I. Világháborúban erősen károsodtak. A folyók fölött Reims városa, a Kereskedelem, a Mezőgazdaság, a Szőlő és a Munka allegóriája Gasq alkotásai. 1942-ben a Vichy-kormány idején beolvasztották az oszlop tetejéről a bronz szobrot, melyet késöbb az eredetitől különbözővel pótoltak. | Szökökút · A kút károsodott részlete                                                                                                 |
| 1907-1909 | Nappal és Éjszaka (Le Jour et la Nuit) Dijon, place Grangier, posta épület homlokzata (Hôtel des Postes de Dijon ) A posta épülete a Grangier téren a népszerű építész, Louis Perreau munkája. 1907-től épült XVI. Lajos stílusban egy üres telken, amelyet korábban a 19. század végén részletekben lebontott dijoni kastély foglalt el. A posta épületét 1909. októberében avatták fel. Fémtornyában telefonközpont és távíró működött. E torony alatt látható a magasban az óra, melyet Gasq domborműve keretez. | Éjszaka és Nappal, női és férfi alak, órát keretező dombormű                                                                         |
| 1911      | Tony Noël síremléke Párizs, Père-Lachaise temető, 35. parcella Noël Edme Antony Paul, másként Tony-Noël, francia szobrász Párizsban született 1845. január 27-én, meghalt Palaiseau-ban 1909. októberében. Eugène Lequesne, Eugène Guillaume és Pierre Cavelier tanítványa az École des Beaux-arts-ban. 1868-ban elnyerte a Római díjat a Minótauroszt legyőző Thészeusz című alkotásával. Számos portré és mellszobor szerzője. 1878-ban megkapta a Francia Köztársaság Becsületrendjét. 1889-es világkiállításon nagydíjat kapott. 1905-ben kinevezték az École des Beaux-arts esti tagozatának modellezési professzorává. A síremlék, mely Paul Gasq alkotása a párizsi Père-Lachaise temető 35. parcellájában található. Tony Noël bronz mellszobra egy négyzetes oszlop talapzaton áll. A mellszobor alatt babérkoszorú övezi a szobrász szerszámait. Az oszlopon egy dombormű is volt. Ennek nyoma veszett. | Tony-Noël síremléke, bronz mellszobor, alatta babérkoszorú a szobrász szerszámait övezi                                              |
| 1916      | Jóság (La Bonté) Sophie és Henri Grangier emlékmű eredeti helye: Dijon, place Grangier A szobor a filantróp Grangier házaspának állít emléket. Henri Grangier (1842-1902), egy jurai kovácsmester fia, hatalmas vagyont örökölt. Kastélyokat és földeket birtokolt Vichy-ben, Gilly-lès-Cîteaux-ban, Vougeot-ban, Villecomte-ban, Bessey-ben és egy villát is örökölt Dijonban. 1871-ben vette feleségül Sophie Villeneuve-t (1851-1905), egy elmeorvos lányát, a megyei elmegyógyintézet igazgatóját. A műértő és műkedvelő Grangier házastársak jelentős középkori és reneszánsz gyűjteményt hoztak létre, amelyet a vougeot-i Château des Gaillots-ban helyeztek el, és később a dijoni Musée des Beaux-Arts-nak adományoztak. Egész életükben jótékonykodtak, végrendeletükben a dijoni közkórházat tették egyetemes örökösükké. 1911-ben a város róluk nevezte el az új postaépület előtti teret. 1916 áprilisában a téren emlékművet avattak a Grangier házaspár, a város jótevőinek tiszteletére. Az alkotás részét képezte a Paul Gasq által faragott, Sophie Villeneuve-ről mintázott Jóság szobra, amelyet egy talapzaton helyeztek el. A talapzatot egy szintén Gasq által készített, a Grangier házaspár képmását ábrázoló medalion ékesítette. Ez a talapzat delfinekkel és halakkal dekorált szökőkútmedence felett állt. 1967-1968-ban a tér közepét, amely addig fákkal volt beültetve, és amelyet a Grangier házaspár emlékműve díszített, mélygarázs megépítése kapcsán denaturálták. A szobor ekkor átkerült a Champmaillot-i geriátriai kórház elé. 1986-ban a múzeum raktárába került, ahonnan 2009-ben újra visszahelyezték a kórházhoz. | Köszobor, rövid hajú női figura galambbal a kezei közt                                                                               |
| 1923      | Jézus Szentséges Szíve (Christ du Sacré-Cœur) Saint-Quentin, Basilique Saint-Quentin A Jézus Szentséges Szíve szobrot, Paul Jean-Baptiste Gasq párizsi szobrászművész alkotását egy Saint-Quentin-i család ajánlotta fel a bazilikának hálából az első világháború alatti különleges védelemért. A készítési dátum nincs az aláírással a fehér mészkőbe vésve. A szobor azonban 1923-ban vagy nem sokkal korábban kerülhetett felállításra, mivel – a templom levéltárának iratai szerint – 1923. augusztus 15-én áldották meg. Ez a privát ex-voto volt az első szobor, amely a háború befejezése után a szentélybe került. A hosszú tunikába öltözött Krisztust állva, széttárt karokkal járva ábrázolja. Mellkasán a hagyományos, fénysugarakkal körülvett lángoló szív Krisztus emberiség iránti szeretetét jelképezi. | Krisztus szobor, Sacré Coeur |
|           | A francia forradalom tábornokainak dicsőségére (À la gloire des généraux de la Révolution française) Párizs, Quartier latin, Panthéon A Panthéon eredetileg templomnak készült, a súlyos betegségéből felépülő XV. Lajos francia király utasítására, Párizs védőszentjének, Szent Genovévának a tiszteletére. A templom a Francia forradalom idején új funkciót kapott: a legdicsőbb franciák temetkezési csarnoka,mauzóleuma lett. Később Napóleon visszaadta az egyháznak, ám 1885-től végleg Franciaország nagyjainak temetkezési helye lett az épület. Homlokzatán ma is olvasható a felirat: A nagy embereknek, a hálás haza. Paul Gasq alkotása Napólont ábrázolja lovon ülve. Körülötte a forradalom tábornokai láthatóak zászlókkal a háttérben. Föléjük magasodik a Köztársaságot megszemélyesítő női alak. | szoborcsoport egy lova, több férfi alak, zászlók a háttérben                                                                         |
| 1938      | Eugène Piron sztéléje (Stèle d'Eugène Piron ) Dijon, jardin Darcy Eugène Piron gipszöntvények és szobrok között nevelkedett, és édesapja, Désiré Piron nyomdokán szintén szobrász lett. 1894-től a dijoni képzőművészeti iskolában, François Dameron, majd Ernest Bouteiller tanítványa volt. 1898-ban ösztöndíjat kapott, amely lehetővé tette számára, hogy jelentkezzen a párizsi École des Beaux-Arts-ra, ahol Louis-Ernest Barrias és Jules Coutan tanítványa volt. A Római Díj nyerteseként 1903-tól 1907-ig a Villa Mediciben dolgozott. A Société des artistes français tagja volt. 1923-ban elhagyta Párizst, hogy végleg Salon-de-Provence-ban telepedjen le, ahol 1928. november 17-én öngyilkos lett műtermében. A Saint-Roch temetőben van eltemetve. Paul Gasq készítette szülövárosa másik neves szülötte tiszteletére a domborművet, melyet a Vichy-kormány alatt beolvasztottak, és a háború után úja öntöttek. | Négyzetes kőoszlop bronz medállal |
| 1932      | Louise-Michel tér szökőkút (Fontaine monumentale) Párizs, Sacré Cœur, place Louise-Michel Párizsban a Sacré Cœur-bazilika elött, a felső terasz támfalánál három fehér kőből készült boltíves barlang található. Mindegyikben egy-egy szökőkút medence látható, melyet ókori allegorikus alakok díszítenek. A medencéket, amelyekből a víz kicsorog a barlangok előtti nagy medencébe, tritónoknak nevezett tengeri istenségek tartják a hátukon. Hullámzó fehér szakálluk és bajuszuk van, válluk felett kusza nádszálak ékesítik a medence alját. A támfalon két fej mintha szelet fújna, víz nem jön a szájukból. Inkább a tengeren uralkodó erőket jelképezik. A boltívek előtti medence nagy víztükrében az ég visszfénye látszik. | Párizs, Louise-Michel tér, szökökút, tritonok tartják a kagylót a víznek                                                             |
| 1914      | Franciaország relief (Bas-relief France) Bécs, Schwarzenbergplatz, Francia Nagykövetség épülete A bécsi Schwarzenbergplatzon található francia nagykövetség 1900 és 1914 között épült. A minisztérium építési osztályának vezetője, Olivier Carré készítette az első terveket. Helyettese, Georges Chedanne 1902-től vette át a tervezést asszisztensével, Joanny Bernarddal együtt. Chedanne sztárépítész volt, a Római Díj nyertese. Tervének nagy erőssége az integrált összművészeti koncepcióban rejlik, mely a legjobb franciaországi művészek és kézművesek együttműködésével valósult meg. Barátai Paul Gasq és François Sicard, akik hozzá hasonlóan a Villa Mediciben végeztek, a francia-osztrák barátságot szimbolizáló stukkódomborműveket készítettek a homlokzaton. Paul Gasq aranyozott hatást keltő domborműve Franciaországot, míg François Sicard alkotása Ausztriát jelképezi. | A bécsi Francia Nagykövetség homlokzatán arany mozaik elött két ülő női figura egy faág alatt · Francia nagykövetség épülete Bécsben |
|           | Félix Vormèse mellszobra (Buste en bronze de Félix Vormèse) Nizza – Cimetière du Château Félix Vormèse (1871 – 1895) katonatiszt a tonkini háborúban vesztette életét. A tonkini fegyveres konfliktust a franciák 1883 júniusa és 1886 áprilisa között vívták a vietnamiak, Liu Yongfu fekete zászlós hadserege, valamint a kínai Guangxi és Yunnan hadseregek ellen Tonkin (mai neve Hanoi, Észak-Vietnam) elfoglalásáért és a francia protektorátus megerősítéséért. 1884 augusztusában a kínai-francia háború kitörése, 1885 júliusában pedig a Cần Vương nacionalista felkelés Annamban (Közép-Vietnam) nehezítette a helyzetet, és nagyszámú francia csapat átcsoportosítását tette szükségessé. A hadjáratot a Tonkin Expedíciós Hadtest hajtotta végre, a Tonkin Flottilla ágyúnaszádjainak támogatásával. | Félix Vormèse mellszobra |
|           | Françoise d'Orléans chartres-i hercegnő sírja (Tombeau de duc et duchesse de Chartres en la chapelle royale de Dreux ) Château de Dreux, Chapelle royale Saint-Louis Orleans-i Róbert Chartres hercege 1840. november 9-én a párizsi Tuileriák palotájában született és 1910. december 5-én halt meg a château de Vineuil-Saint-Firmin kastélyban. Ferdinand Philippe d'Orléans-i herceg fia és Louis Philippe király unokája volt. Részt vett az amerikai polgárháborúban az északi államok oldalán és az 1870-es francia-porosz háborúban. Siremlékét Antonin Mercié alkotta. Felesége, Françoise d'Orléans Chartres-i hercegnő 1844. augusztus 14-én született a Neuilly-sur-Seine-i kastélyban, és 1925. október 28-án halt meg a château de Vineuil-Saint-Firmin kastélyban. Síremlékét Paul Gasq faragta. Nyugvóhelyük a Dreux-i Saint-Louis királyi kápolna az Orléans család nekropolisza. Dreux várának falain belül található, az Eure-et-Loir-ban, amely 1023-ban került a korona részévé. | Chartres hercegnőjének sírja a Dreux-i királyi kápolnában · Chartres hercegének és hercegnőjének sírja a Dreux-i királyi kápolnában  |
| 1926      | Massenet emlékmű (Monument à Massenet) Párizs, Jardin du Luxembourg Az alkotást Jules Massenet híres francia zeneszerző emlékének szentelték, aki 1842. május 12-én született a Saint-Étienne melletti Montaud-ban. Leginkább operái ismertek, mint például a Manon és a Don Quijote, bár baletteket, zenekari zenét is komponált, és több mint negyven színpadi művet írt. 1912. augusztus 13-án Párizsban halt meg. A 4,8 m magas oszlop oldalain különböző jeleneteket ábrázoló domborműveket faragott a szobrász. Első oldalán Massenet arcmása látható. Az emlékoszlop előtt Massenet egyik operájának női főszereplőjét ábrázoló egész alakos szobor önmagában 2,1 méter magas. A szobor elkészítésével Raoul Verlet francia szobrászt bízták meg, aki 1857 szeptemberében született Angoulême-ben, de még az emlékmű elkészülte előtt, 1923-ban elhunyt Cannes-ban. Így az elkezdett emlékművet Paul Gasq francia készítette el. 1926. október 21-én avatták fel a Luxembourg-kertben, Édouard Herriot, az akkori oktatási és képzőművészeti miniszter jelenlétében. | Jules Masssenet emlékmű, oszlopon dombormű, előtte nagy szoknyás ruhában női alak                                                    |
| 1924      | Távozás, a dijoni világháborús emlékmű része (Le Départ, bas-relief du Monument de la Victoire et du Souvenir) Dijon, a Cours du Parc közepén az Edmond-Michelet körforgalomnál Az Első Világháborúban Franciaországért elesett dijoniak emlékére készült Győzelem és Emlékezés című alkotás terveit Auguste Drouot építész készítette, a szobrokat pedig négy burgundi művész, Henri Bouchard, Jean Dampt, Paul Gasq és Eugène Piron faragta. Az emlékművet 1924. november 9-én avatta fel a hadügyminiszter. Az emlékmű szarkofághoz hasonlóan van kialakítva, amelynek keskenyebb oldalán a Győzelem allegóriája áll, Jean Dampt szobrászművész alkotása. Oldalain két dombormű található: Paul Gasq Le Départ / Távozás és Eugène Piron Le Retour / Hazatérés című alkotása. A hátoldalon Henri Bouchard szobrászművész Elzász és Lotaringia visszatérése Franciaországhoz című domborműve látható. A babérkoszorúkkal díszített háttéren egy katona két fiatal lányt mutat be Elzász és Lotaringia jelképeként egy Franciaországot megszemélyesítő nőnek. Paul Gasq alkotásán dobszóval, zászlókkal hadba induló katonák láthatók. Gyermekét tartó női figura vesz búcsút a távozóktól. Az Auxonnban található világháborús emlékművön is látható Paul Gasq domborműve. | Győzelmi emlékmű Dijonban · harcba induló katonák                                                                                    |
| 1884      | A sérült Mezencius (Mézence blessé) Collections de l'Ensba Mezentius a római mitológia alakja. Etruszk király volt, Lausus apja. Élvezte a vérontást és megvetette az isteneket. Kegyetlensége miatt száműzetésbe küldték, és Latiumba költözött. Vergilius Aeneisében tűnik fel, elsősorban a tízedik könyvben, ahol Turnusnak segít az Aeneas és a trójaiak elleni háborúban. Miközben Aeneasszal csatázik, egy lándzsadöféstől súlyosan megsérül, de fia, Lausus bátran kivédi Aeneas utolsó csapását. Lausust ezután Aeneas megöli, és Mezentius rövid időre megmenekül a haláltól. Miután hall Lausus haláláról, szégyelli, hogy fia meghalt helyette, és visszatér a csatába Rhaebus nevű lován, hogy megbosszulja. Aeneast egy ideig védekezésben tudja tartani azzal, hogy megkerüli Aeneast és dárdákat dobál. Végül Aeneas egy lándzsával megöli a lovat, és Mezentiust maga alá gyűri. Aeneas legyőzi, de dacos marad, és nem hajlandó kegyelmet kérni, ahogy később Turnus teszi, csak azt kéri, hogy a fiával együtt temessék el. A szobor pályamunka a Római Díj sikeres elnyerésért. | A kép az alábbi linken látható: |
| 1890      | A haldokló spártai Othryadas (Le spartiate Othryadas mourrant) gipsz szobor, versenymű a Római Díj elnyeréséért Othryades az utolsó túlélő spártai volt a 300 spártai közül, akiket kiválasztottak, hogy a 300 bajnok csatájában 300 argív ellen harcoljanak. Mivel szégyellte, hogy túlélte bajtársait, a csatát követően a harctéren öngyilkos lett. Paul Gasq ezzel az alkotással nyerte el a Római Díjat 1890-ben | A kép az alábbi linken látható: |
| 1920      | Henri Chardon emlékmű (Monument Chardon) Thann, rue Marsilly, a múzeum híddal szemben Henri Chardon alhadnagyot (Párizs, 1889. június 1. – Beuvraignes, 1918. augusztus 22.) az Első világháború kezdetén több hónapra a thann-i katonai közigazgatásba delegálták. Az argonne-i fronton bekövetkezett halála után apja, aki párizsi államtanácsos volt, 1920. június 20-án emlékművet adományozott a városnak fia emlékére. Azért is választotta Thann városát, mert a francia Elzász fővárosa jelkép minden francia szemében. A szobor, mely Paul Gasq alkotása haldokló katonát ábrázol, aki karját a fátyollal takart győzelem felé nyújtja. Felirat: Henri Chardon, a 15. Chasseurs à Pied alhadnagyának emlékére, aki 1918. augusztus 22-én esett el, és mindazok emlékére, akik a győzelem hajnalán estek el. | A kép az alábbi linkeken látható: |
| 1933      | Paul Cabet mellszobra (Monument à Paul Cabet) A Nuits-Saint-Georges-i harangtorony homlokzatánál, Côte-d'Or, Franciaország. Paul Cabet szobrász 1834-ben a dijoni École des Beaux-Arts-ban kezdett el tanulni Jean-Claude Naigeon festő és Pierre-Paul Darbois szobrász irányítása alatt, a következő évben belépett a párizsi École des Beaux-Arts-ba, ahol a romantikus szobrászat két legnagyobb nevének, Pierre Jean David d’Angers-nek és François Rude-nak a tanítványa volt. Rude-dal tartós együttműködés alakult ki. Az 1835-ös Szalonban debütált Julien Paillet költő mellszobrával. Meggyőződéses republikánusként nem habozott kifejezni I. Lajos Fülöp királlyal szembeni ellenségességét, és 1846-ban úgy ítélte meg, hogy okosabb, ha Oroszországba megy száműzetésbe, ahol számos művet készített, többek között a szentpétervári Szent Izsák-székesegyház számára készített domborműveket és egy monumentális szökőkutat Odesszában. Visszatérése után az 1855-ös világkiállításon második, az 1861-es szalonon pedig első díjat kapott. Az 1868. augusztus 12-i rendelettel a Becsület Légiójának lovagjává avatták. A szobrot 1933. október 22-én avatták fel. | Paul Cabet mellszobra posztamensen                                                                                                   |
| 1931      | Sophie et Henry Grangier emlékműve (Monument commémoratif de Sophie et Henry Grangier Nuits-Saint-Georges, Hôpital Saint-Laurent A szobor a filantróp Grangier házaspának állít emléket. Felirat : Szelídek és szerények voltak. Szívük mindig szánalomra nyílt. Áradt körülöttük fáradhatatlanul a finomság és kedvesség kincse. Szellemük még mindig őrzi azokat, akik szenvednek. Magukat feledve mindenkiért, mindenki által szeretve jótékony lélekként távoztak. | Az emlékmű az alábbi linkeken látható:                                                                                               |
| 1899      | Henri Vallée mellszobra Alfort-i Nemzeti Állatorvosi Iskola egykori kutatólaboratóriuma Henri Vallée, aki Emmanuel Leclainche munkatársa volt a Toulouse-i Állatorvosi Iskolában, a 20. század első felének vezető állatorvosi mikrobiológusa és immunológusa volt. Nevéhez fűződik a Leclainche és Vallée féle polivalens szérum és a száj- és körömfájás elleni vakcina kifejlesztése. A Leclainche és Vallée polivalens szérum többféle organizmus mérgeinek ellenszere (Streptococcus, B.Perfringens, Vibrion Septique), és például sebesült katonák kezelésénél alkalmazzák a Fournier gangrénás megbetegedések megelőzésére. Az Alfort-i Nemzeti Állatorvosi Iskola fertőző betegségek kórtanának professzora volt, majd 1920-ban lemondott, hogy a Nemzeti Állatorvosi Iskola kutatólaboratóriumának igazgatója legyen. Az Orvosi Akadémia tagja, 1924. november 4-én az állatorvosi szekció tagjává választották. A Paul Gasq által készített mellszobra modern hangvételű. | Henri Vallée mellszobra |
| 1896      | Hero és Leander (Hero et Leander) Az 1986-os Szalon kiállítási darabja Hero és Leander a görög mitológia tragikus sorsú szerelmespárja. Hero Aphrodité papnője volt, aki a Hellespont európai oldalán fekvő Sestosban lakott egy toronyban. Leander, a szoros túlsó oldalán fekvő Abydosból származó ifjú, beleszeretett Heróba, és minden éjjel átúszott az erős sodrások miatt veszélyes szoroson, hogy együtt lehessen vele. Hero a torony tetején lámpást gyújtott, hogy utat mutasson neki. Egy viharos téli éjszakán az erős szél elfújta a fáklyát, Leander pedig eltévedt és megfulladt. Amikor Hero meglátta a holttestét, a toronyból a halálba vetette magát, hogy vele lehessen. Gasq domborműve azt a pillanatot ábrázolja, amikor Hero rátalál a partra sodort élettelen ifjúra. A szobrász ezzel az alkotással nyert díjat az 1896-os Szalon alkalmából. | A kép az alábbi linken látható: |